# Dansk Teater
Dansk Teater (engelsk: The Employers' Association for Professional Producing Theatres and Performing Arts Companies in Denmark) er en dansk branche- og arbejdsgiverorganisation for landets professionelle teatre og scenekunstkompagnier. Forperson pr. februar 2023 er Mette Wolf, der er teaterdirektør for Nørrebro Teater.
Organisationen blev i sin nuværende form dannet i 2018 ved en fusion af Danske Teatres Fællesorganisation (DTF) og Teatrenes Interesseorganisation (TIO). TIO var også resultatet af en fusion mellem BørneTeaterSammenSlutningen (BTS) og Foreningen af Små Teatre (FAST).
Dansk Teater har som sit mål at samle den danske scenekunstbranche, så den står tydeligt i den offentlige debat, blandt beslutningstagere, myndigheder og interessenter. Dertil kommer rollen som arbejdsgiverorganisation, der indgår overenskomster med Dansk Skuespillerforbund.
Så godt som alle danske professionelle teatre er medlem af Dansk Teater – lige fra Det Kongelige Teater og Den Jyske Opera til de små storbyteatre, egnsteatre og landsdelscenerne.
Organisationens sekretariat er beliggende i Vartov i det centrale København.